# Else Færden
Else Færden född 1952 i Oslo, är en norsk författare av barn- och ungdomsböcker.
Færden har arbetat som förlagsredaktör, lektor vid Universitetet i Poznan, hjälplärare på Nordisk institutt vid Universitetet i Oslo och som informationskonsulent vid Riksteateret.
Hon fick Bragepriset för Garnnøstet som forsvant 1993.
Sedan 1990 är hon bosatt i Hølen tillsammans med sin man Tor Åge Bringsværd.